# Un furto da un milione di dollari in obbligazioni
Un furto da un milione di dollari in obbligazioni è un racconto incluso in Poirot indaga, la prima raccolta di racconti di Agatha Christie con protagonista il piccolo e geniale investigatore belga Hercule Poirot, pubblicato per la prima volta nel Regno Unito nel 1924.

## Trama
La fidanzata di Philip Ridgeway chiede al celebre investigatore Poirot di dimostrare l'innocenza dell'amato. Ridgeway è il nipote di Mr Vavasour, il direttore generale della Banca di Londra e Scozia, il quale gli aveva affidato la custodia di un milione di dollari in obbligazioni, che sono sparite. Poirot incontra Ridgeway al pub Cheshire Cheese, e ascolta la sua versione della storia: suo zio e Mr Shaw (l'altro direttore della banca) gli avevano affidato il compito di portare a New York una valigetta contenente un milione di dollari in obbligazioni Liberty. Le obbligazioni erano state contate davanti a Ridgeway a Londra, sigillate in un pacchetto e messe dentro una valigetta, dotata di un lucchetto speciale. Il pacchetto è sparito proprio poche ore prima che la nave su cui si trovava Ridgeway, la Olympia, attraccasse a New York. Sulla valigetta sono presenti segni di forzature e il lucchetto era stato tolto.
Dopo che la notizia si era sparsa la nave intera era stata perquisita, ma il pacchetto non era stato ritrovato. Il ladro aveva cominciato a vendere le obbligazioni così velocemente che un acquirente aveva dichiarato di averne comprata una prima ancora che la nave fosse arrivata in porto. Poirot interroga i due direttori generali, che confermano le parole di Ridgeway. Il celebre investigatore si reca a questo punto a Liverpool, dove si trova l'Olympia, di ritorno da un'altra traversata, per interrogare il cameriere che si occupava della zona in cui si trovava la cabina di Ridgeway, che gli notifica la presenza di un uomo anziano, con gli occhiali, che aveva la cabina accanto a quella del ragazzo, dalla quale non è mai uscito.
Poirot, di ritorno a Londra, si incontra con Ridgeway e la sua fidanzata per esporre loro le sue deduzioni. Le vere obbligazioni non sono mai state nella valigetta, erano state infatti spedite a New York su di un'altra nave più veloce, la Gigantic, arrivata prima dell'Olympia. Il complice, a New York, doveva cominciare a vendere le obbligazioni arrivate sulla Gigantic non appena la Olympia avesse attraccato al porto, ma aveva commesso un errore e le aveva vendute quando la nave non era ancora arrivata. Nella valigetta di Ridgeway c'erano dei fogli senza valore che il vero cattivo della storia aveva recuperato aprendo il lucchetto per poi gettarli a mare – Mr Shaw, che aveva finto di essersi ammalato in modo da potersi imbarcare sull'Olympia indisturbato.

## Edizioni
- Agatha Christie, Un furto da un milione di dollari in obbligazioni, traduzione di Lidia Lax, collana Oscar Mondadori, Mondadori, 2006,  p. 236, ISBN 88-04-51610-0.